# Chiesa di San Benedetto Abate (Zenson di Piave)
La chiesa di San Benedetto Abate è la parrocchiale di Zenson di Piave, in provincia e diocesi di Treviso; fa parte del vicariato di Monastier.

## Storia
Nel 1614 alcuni monaci benedettini costruirono a Zenoson una chiesa, che fu poi consacrata il 7 ottobre.
Questo edificio venne irrimediabilmente danneggiato e ridotto a un cumulo di macerie durante la Prima guerra mondiale; la chiesa fu quindi ricostruita tra il 1920 e il 1927 e poi riconsacrata.
Alla fine degli anni sessanta la parrocchiale venne adeguata alle norme postconciliari e nel decennio successivo si procedette al rifacimento del tetto; quest'ultimo fu risistemato nel 2020 in seguito ai danni riportati a causa di una tromba d'aria.

## Descrizione

### Esterno
La facciata a salienti della chiesa, rivolta a levante, si compone di tre corpi: quello centrale, più largo, presenta il doppio portale d'ingresso inscritto in un grande arco a tutto sesto strombato ed è coronato dal frontone triangolare, mentre le due ali laterali sono caratterizzate dagli ingressi secondari e concluse da semitimpani.
Annesso alla parrocchiale è il campanile a base quadrata, la cui cella presenta su ogni lato una monofora ed è coronata da frontoncini.

### Interno
L'interno dell'edificio si compone di un'unica ampia navata, sulla quale si affacciano le sei cappelle laterali, introdotte da archi a tutto sesto e ospitanti il battistero e gli altari di Sant'Antonio, del Sacro Cuore di Gesù, della Madonna di Lourdes, di San Luigi Gonzaga e della Madonna del Rosario, e le cui pareti sono  scandite da lesene sorreggenti il cornicione sopra il quale si impostano le capriate lignee che sostengono il tetto; al termine dell'aula si sviluppa il presbiterio, rialzato di alcuni gradini e concluso dall'abside semicircolare.